# Persiska imperiets 2500-årsjubileum

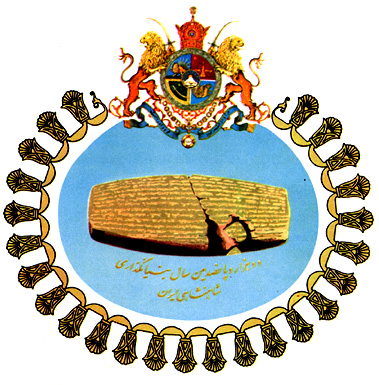

Persiska imperiets 2500-årsjubileum var ett nationellt högtidsfirande som hölls i Iran mellan 12 och 16 oktober 1971 för att fira grundandet av det antika Persiska riket av Akemeniderna under Kyros den store. 

## Bakgrund
Irans biträdande hovminister Shojaeddin Shafa kom i slutet av 1960-talet med förslaget till shahen Mohammad Reza Pahlavi att landet skulle fira det Persiska imperiets 2500-årsjubileum. Shafa kom själv att ansvara för alla kulturella och vetenskapliga evenemang i samband med firandet som ägde rum i Pasargad, Persepolis och Shiraz.

## Firandet
Jubileet bestod av en lång rad festligheter, som gästades av kungligheter och statschefer från hela världen. Från Sverige närvarade kronprins Carl Gustaf. 
Firandet uppmärksammade Irans antika civilisation, och visade samtidigt upp det moderna Irans utveckling under den vita revolutionen iscensatt av shahen. Det visade på Irans förislamska rötter och upphöjde Kyros den store till nationalhjälte. Symbolen för hela jubileet blev den antika ruinstaden Persepolis. 
Det hölls också en iranistikkonferens i Persepolis där de svenska professorerna orientalisten H.S. Nyberg, religionshistorikern Geo Widengren och arkeologen Carl Nylander deltog.
Jubileet var en stor framgång för Pahlavidynastin men har också beskrivits av journalister som en propaganda-affär vilket väckte internationell uppmärksamhet på grund av firandets höga kostnader, lyx och extravagans, samtidigt som det provocerade den inhemska marxistiska och islamistiska oppositionen, och det har ibland utpekats som en bidragande orsak till den iranska revolutionen 1979.

## Galleri

miniatyr
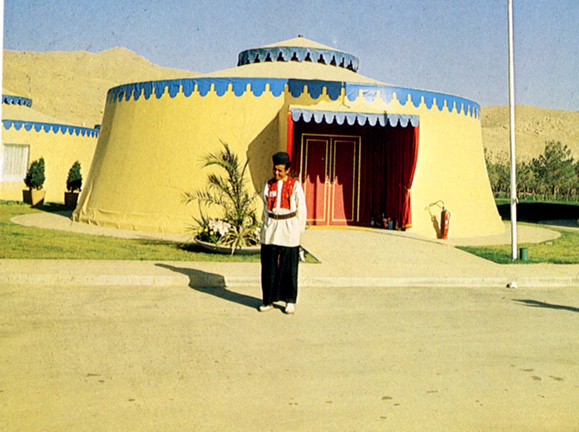
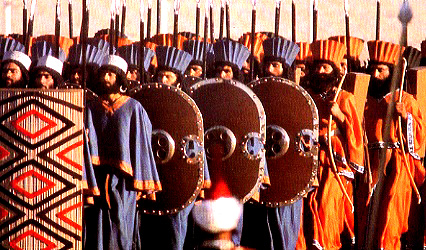
miniatyr
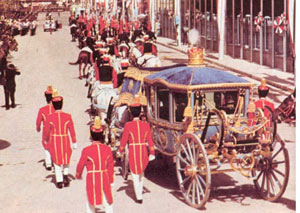
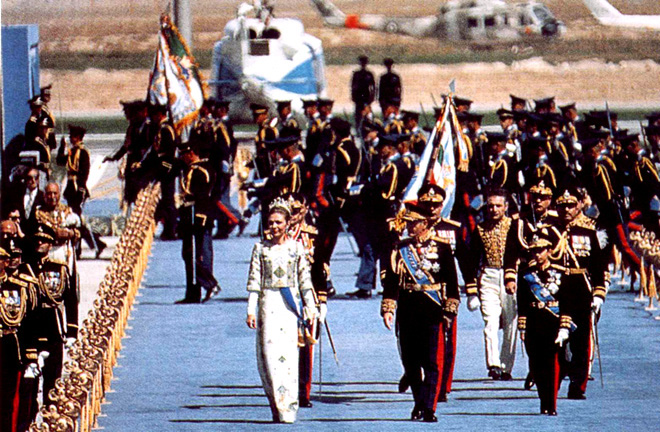
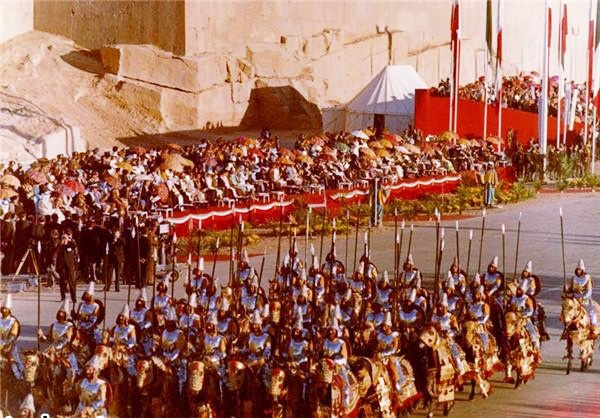
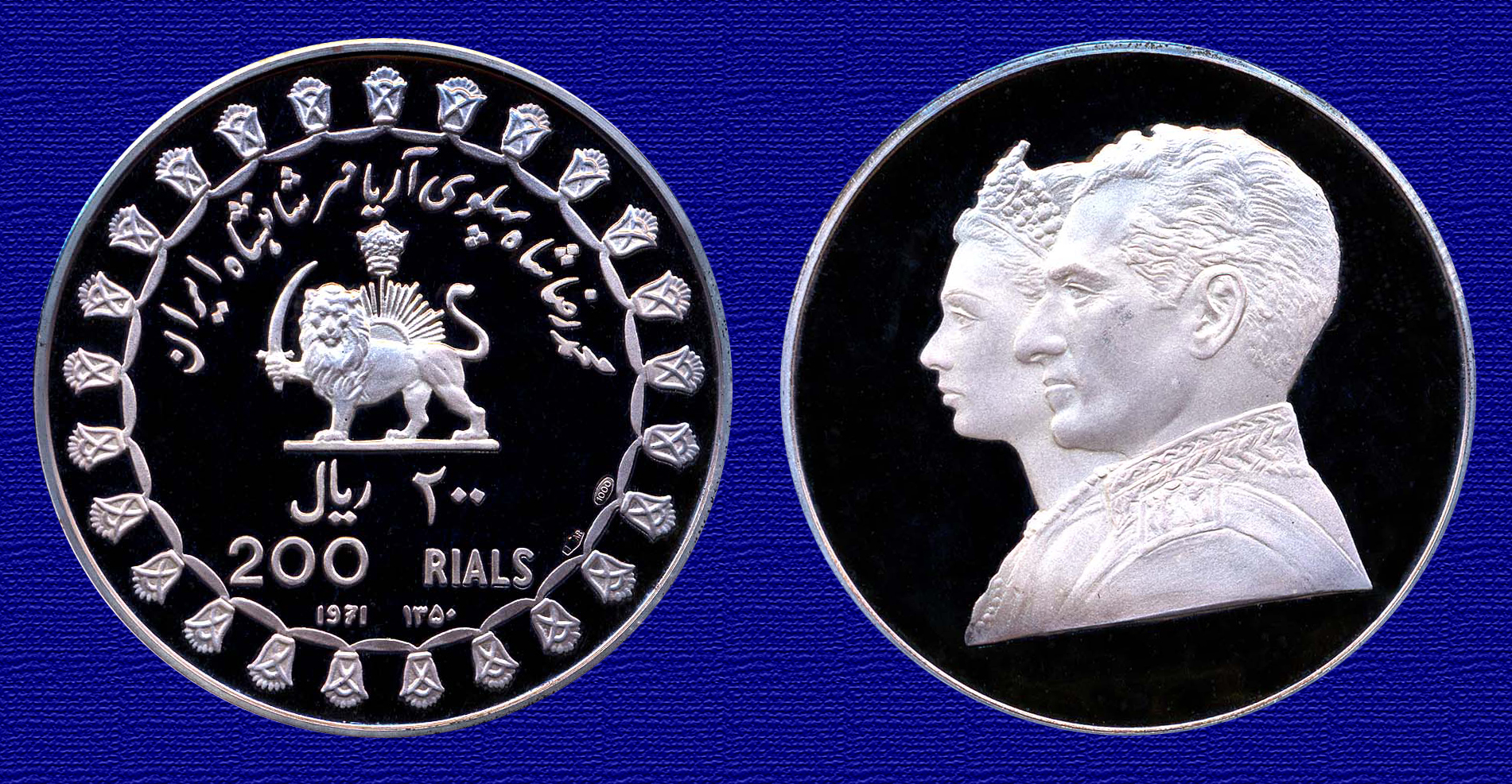